# Смит, Констанс (Флоренс)
Констанс Смит, миссис Спенсер Смит (Constance Smith; Mrs Spencer Smith, ур. Констанца Герберт; nee Constanze Baronne de Herbert Rathkeal) (1785, Стамбул — 21 октября 1829, Вена) — адресат нескольких стихотворений Байрона по псевдонимом «Флоренс» (Florence).

## Биография
Жена английского дипломата, по выражению советских комментаторов — «авантюристка». 
Её приключения в контролируемой Наполеоном Италии описаны маркизом Карло де Сальво и в мемуарах герцогини д’Абрантэ: она имела хорошие отношения со двором неаполитанских Бурбонов, чем вызывала подозрения у французов, была задержана в Венеции, но сбежала — через Австрию, сначала в Ригу, потом в Англию.
Байрон влюбился в неё во время своего пребывания на Мальте, где служил её муж, в сентябре 1809 года. Биографические данные о ней обычно черпают из письма Байрона к его матери от 15 сентября того же года:
«Это письмо будет передано очень необычной женщиной, о которой вы, несомненно, слышали — миссис Спенсер Смит, о побеге которой маркиз де Сальво опубликовал несколько лет назад книгу Путешествие в 1806 году из Италии в Англию через Тироль и т. д., содержащее подробности освобождения г-жи Спенсер Смит из рук французской полиции. Лондон. 1807 г.). С тех пор она потерпела кораблекрушение, и с самого начала её жизнь была настолько обильна замечательными происшествиями, что в романе они показались ы невероятными. Она родилась в Константинополе, где её отец, барон Герберт, был австрийским послом; несчастливо вышла замуж, но никогда не подвергалась сомнениям; возбудила месть Буонапарта, участвуя в каком-то заговоре; несколько раз рисковала жизнью; и ей ещё нет двадцати пяти лет.

Она направлялась в Англию, чтобы присоединиться к своему мужу, будучи (из-за приближения французов) вынуждена покинуть Триест, где она была с визитом у своей матери, и вскоре после того, как я прибыл, отбыла на военном корабле. У меня тут больше почти никого не было, с кем бы поговорить, я нашел её очень красивой, очень опытной и чрезвычайно эксцентричной. Буонапарте даже сейчас так разгневан на неё, что её жизнь будет в опасности, если она попадет в плен во второй раз».
Комментаторы Байрона указывают, что муж дамы — Джон Спенсер Смит (John Spencer Smith) приходился младшим братом адмиралу сэру Сидни Смиту — герою-флотоводцу. О нём известно следующее: Джон начал свою службу в качестве почетного пажа королевы Шарлотты, был включен в состав турецкого посольства и 4 мая 1798 года назначен полномочным посланником. 5 января 1799 года он заключил мирный союз с Портой. 30 октября 1799 года он обеспечил свободу в Чёрном море для англичан. В браке родилось двое детей.
В 1779—1788 гг. послом Священной Римской империи в Порте действительно был барон Петер Филипп фон Херберт-Раткеал (Peter Philipp von Herbert-Rathkeal; 1735—1802), в частности, присутствовавший на встрече Херсона Екатерины Великой с императором Иосифом II.
Как пишет биограф Байрона, историю приключений миссис Смит в изложении маркиза де Сальво комментаторы повторяют, отчасти потому, чтобы объяснить, как романтический флер вокруг из героини привлек воображение Байрона: «Она была первой действительно интересной — или, во всяком случае, первой действительно примечательно  — женщиной, которую он встретил. Дамы, которых он раньше знал, были очень обычными молодыми девушками из высшего среднего класса (…) страсть к замужней женщине была неизбежным этапом сентиментального паломничества (…) Он был вынужден на мгновение вообразить, что эта страсть значила для него очень много, хотя на самом деле она значила очень мало; ибо так положено молодежи и поэтам (…) Байрон позировал, не зная наверняка, позирует он или нет, он приобрел необходимый опыт и прошел через пламя невредимым. Переживания, которые действительно имели для него значение, будут ещё впереди — хотя и не скоро. Едва он закончил писать стихи миссис Спенсер Смит, как начал посвящать стихи Афинской деве».

### Стихотворения
- To Florence (сентябрь 1809) — «К Флоренс»
- Lines written in an album at Malta (14 сентября 1809). Переведено М. Ю. Лермонтовым — «В альбом» (1836), Ф. И. Тютчевым и др.[10]
- Stanzas composed during a thunderstorm (11 октября 1809) — «Стансы, сочиненные во время грозы»
- Stanzas written in passing the Ambracian gulf (14 ноября 1809) — «Станцы, написанные при проходе мимо Амвракийского залива»
- The spell is broke… (Афины, 16 января 1810) — «Разбит мой талисман…»[4][6]
- «Прекрасная Флоренс» из строф xxxii-xxxiii. II песни «Паломничества Чайльда Гарольда»[8]:

Красивой Флоренс было очень странно,

Что некто, слывший пылким, не согрет

Лучами глаз, сверкнувших из тумана,

Где каждый видел (вправду или нет)

Свой рок, закон, надежду, кару, бред —

Все, что Красе внушается рабами;

Не дико ли? В мужчине юных лет

Не вспыхнуло, хотя б для виду, пламя,

Что по́ сердцу любой, как та ни хмурься, даме!

Ей невдомек, что сдержанный юнец,

Чью душу скрыла гордая немота,

Был хитрым уловителем сердец

И широко раскидывал тенета,

И травли не чуждался, коль охота

Шла за хорошей дичью; но сейчас

К таким забавам охладел он что-то,

Да и пленись он нежной синью глаз,

В толпе вздыхателей он все же бы не увяз.